# Suliformes
Ordinul Suliformes este un ordin de păsări recunoscut de Uniunea Internațională a Ornitologilor. În ceea ce privește dovezile recente conform cărora tradiționalul Pelecaniformes este polifiletic, s-a sugerat ca grupul să fie divizat pentru a reflecta adevăratele relații evolutive; un studiu din 2017 a indicat că sunt cel mai strâns înrudite cu Otidiformes (dropii) și Ciconiiformes (berze).

## Sistematică și evoluție
Dintre familiile din Pelecaniformes, au rămas doar Pelecanidae, Balaenicipitidae și Scopidae. Familia de păsări tropicale Phaethontidae a fost mutată în ordinul lor Phaethontiformes. Analizele genetice par să arate că Pelecaniformes sunt de fapt strâns înrudite cu Ardeidae și Threskiornithidae. În ceea ce privește Suliformele, acestea sunt înrudite la distanță cu actualele Pelecaniforme. Potrivit lui Hackett et al. (2008), Gaviformes, Sphenisciformes, Ciconiiformes, precum și Suliformele și Pelecaniformele, toate par să fi evoluat de la un strămoș comun. S-a sugerat necesitatea unui superordin al păsărilor de apă.
În lucrarea lor de referință din 2008, Systematics and Taxonomy of Australian Birds, ornitologii australieni Les Christidis și Walter E. Boles au inventat denumirea Phalacrocoraciformes pentru acest grup, datorită numărului mult mai mare de specii de cormorani (Phalacrocoracidae) față de Sulidae. However, this has not been taken up elsewhere.
În 1994, ornitologul american Walter J. Bock a scris că numele Suloidea a fost utilizat în mod constant ca termen pentru o superfamilie care conține cele două familii, astfel încât „Sulidae” și nu „Phalacrocoracidae” ar trebui să aibă prioritate în orice aranjament care conține cele două genuri.
În 2010, Societatea Ornitologică Americană a adoptat termenul Suliformes pentru acest taxon, urmat de Uniunea Internațională a Ornitologilor în 2011.
|  | Sulidae                                                          |
|  |                                                                  |
|  | \| \| Anhingidae \| \| \| \| \| \| Phalacrocoracidae \| \| \| \| |
|  |                                                                  |
|  | Anhingidae                                                       |
|  |                                                                  |
|  | Phalacrocoracidae                                                |
|  |                                                                  |

|  | Anhingidae        |
|  |                   |
|  | Phalacrocoracidae |
|  |                   |

|  | Sulidae                                                          |
|  |                                                                  |
|  | \| \| Anhingidae \| \| \| \| \| \| Phalacrocoracidae \| \| \| \| |
|  |                                                                  |
|  | Anhingidae                                                       |
|  |                                                                  |
|  | Phalacrocoracidae                                                |
|  |                                                                  |

|  | Anhingidae        |
|  |                   |
|  | Phalacrocoracidae |
|  |                   |

Cladogramă bazată pe Gibb, G.C. et al. (2013).

## Specii
- Fregatidae
  - Fregata magnificens – fregată mare
  - Fregata aquila – fregată de Ascension
  - Fregata andrewsi – fregată cu pântec alb
  - Fregata minor
  - Fregata ariel
- Sulidae
  - Sula nebouxii – corb de mare cu picioare albastre
  - Sula variegata
  - Sula dactylatra – corb de mare cu mască
  - Sula granti
  - Sula sula
  - Sula leucogaster
  - Papasula abbotti
  - Morus bassanus
  - Morus capensis
  - Morus serrator
- Phalacrocoracidae
  - Microcarbo pygmaeus – cormoran mic
  - Microcarbo africanus
  - Microcarbo coronatus
  - Microcarbo niger
  - Microcarbo melanoleucos
  - Urile penicillatus
  - Urile urile
  - Urile pelagicus
  - †Urile perspicillatus (extinct)
  - Phalacrocorax neglectus
  - Phalacrocorax nigrogularis
  - Phalacrocorax featherstoni
  - Phalacrocorax punctatus
  - Phalacrocorax fuscescens
  - Phalacrocorax varius
  - Phalacrocorax sulcirostris
  - Phalacrocorax fuscicollis
  - Phalacrocorax capensis
  - Phalacrocorax capillatus
  - Phalacrocorax lucidus
  - Phalacrocorax carbo
  - Gulosus aristotelis
  - Nannopterum harrisi
  - Nannopterum brasilianum
  - Nannopterum auritum
  - Leucocarbo magellanicus
  - Leucocarbo bougainvillii
  - Leucocarbo ranfurlyi
  - Leucocarbo carunculatus
  - Leucocarbo onslowi
  - Leucocarbo chalconotus
  - Leucocarbo stewarti
  - Leucocarbo colensoi
  - Leucocarbo campbelli
  - Leucocarbo atriceps
  - Leucocarbo georgianus
  - Leucocarbo melanogenis
  - Leucocarbo bransfieldensis
  - Leucocarbo verrucosus
  - Leucocarbo nivalis
  - Leucocarbo purpurascens
- Anhingidae
  - Anhinga anhinga
  - Anhinga melanogaster
  - Anhinga rufa
  - Anhinga novaehollandiae